# الرواونة
الرَوَأوِنَة قرية تقع بمعتمدية السبيخة بولاية القيروان من الوسط التونسي.